# Flexaret
Flexaret je značka fotoaparátů, vyráběných společností Meopta (do r.1945 Optikotechna) v Československu od roku 1939 do roku 1970. Jde o mechanické dvouoké zrcadlovky s hliníkovým tělem, určené pro fotografování na svitkový film – některé modely však byly po vložení speciálního adaptéru také schopné pracovat s kinofilmem 35 mm. 
Ačkoli byl Flexaret určen amatérským fotografům, nezřídka jej používali profesionálové, např. Taras Kuščynskij, Erich Einhorn a Jan Saudek. Ukončení výroby Flexaretů bylo způsobeno mimo jiné rozšířením vojenského výrobního programu v Meoptě a tím pádem nutností utlumit řadu výroby pro civilní sektor (kromě fotoaparátů se tehdy přestaly vyrábět i civilní dalekohledy nebo amatérské a poloprofesionální filmové kamery, byla však zachována výroba zvětšováků a filmových projektorů).

## Historie a modely

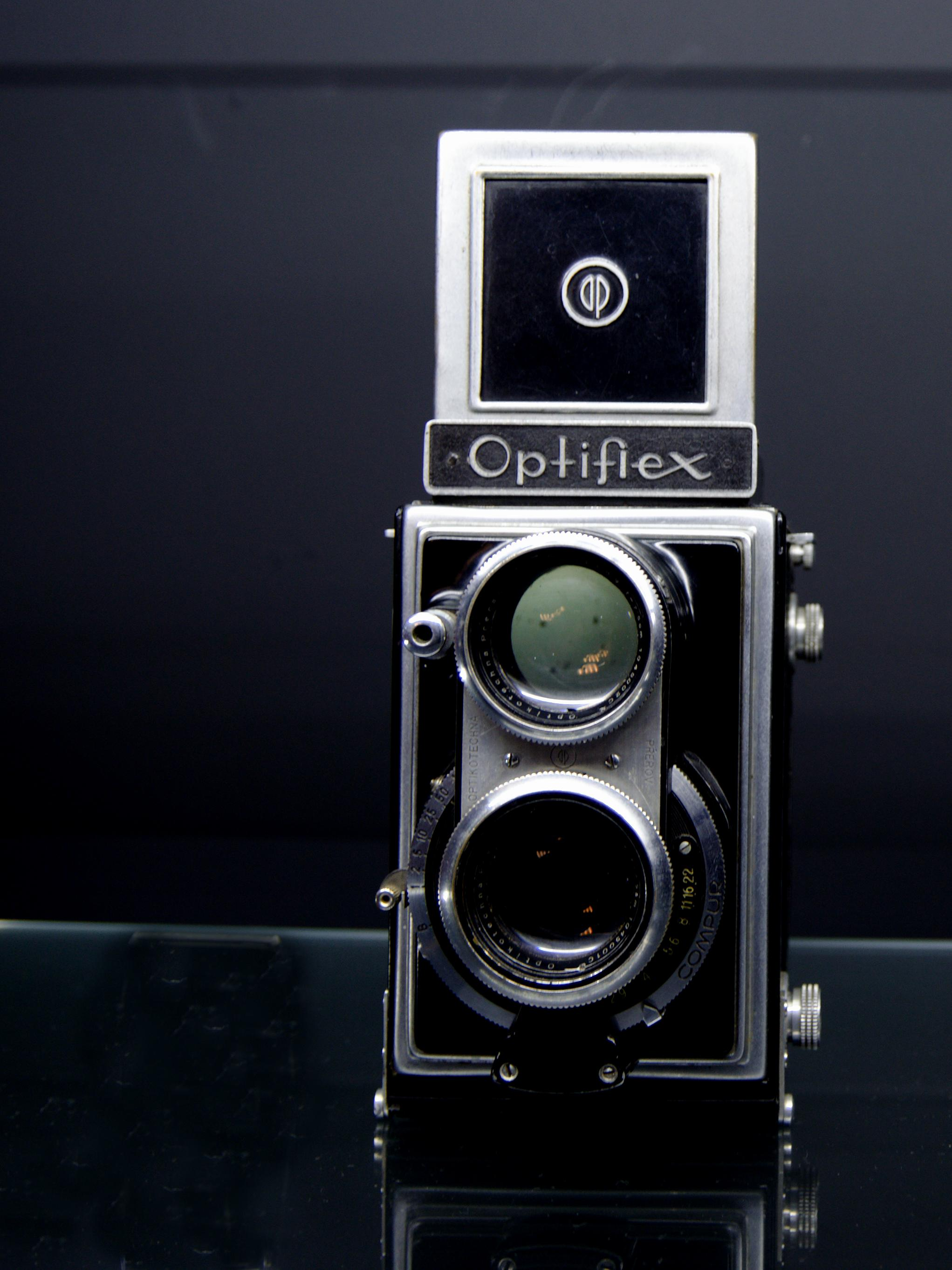
Optiflex, předchůdce modelu Flexaret

Předchůdcem Flexaretu byly modely Optiflex a Flexette, představené v roce 1938.

### Flexaret I
Následkem Mnichovské dohody se společnost Optikotechna Přerov musela vzdát vojenských zakázek a začít hledat civilní výrobní program. Proto v roce 1939 převzala od továrny bratří Bradáčů výrobu fotografických přístrojů Autoflex a Flexette. Ještě v témže roce pak byl zákazníkům nabídnut Flexaret I, který byl prakticky totožné konstrukce jako převzatý model Flexette.

### Flexaret II

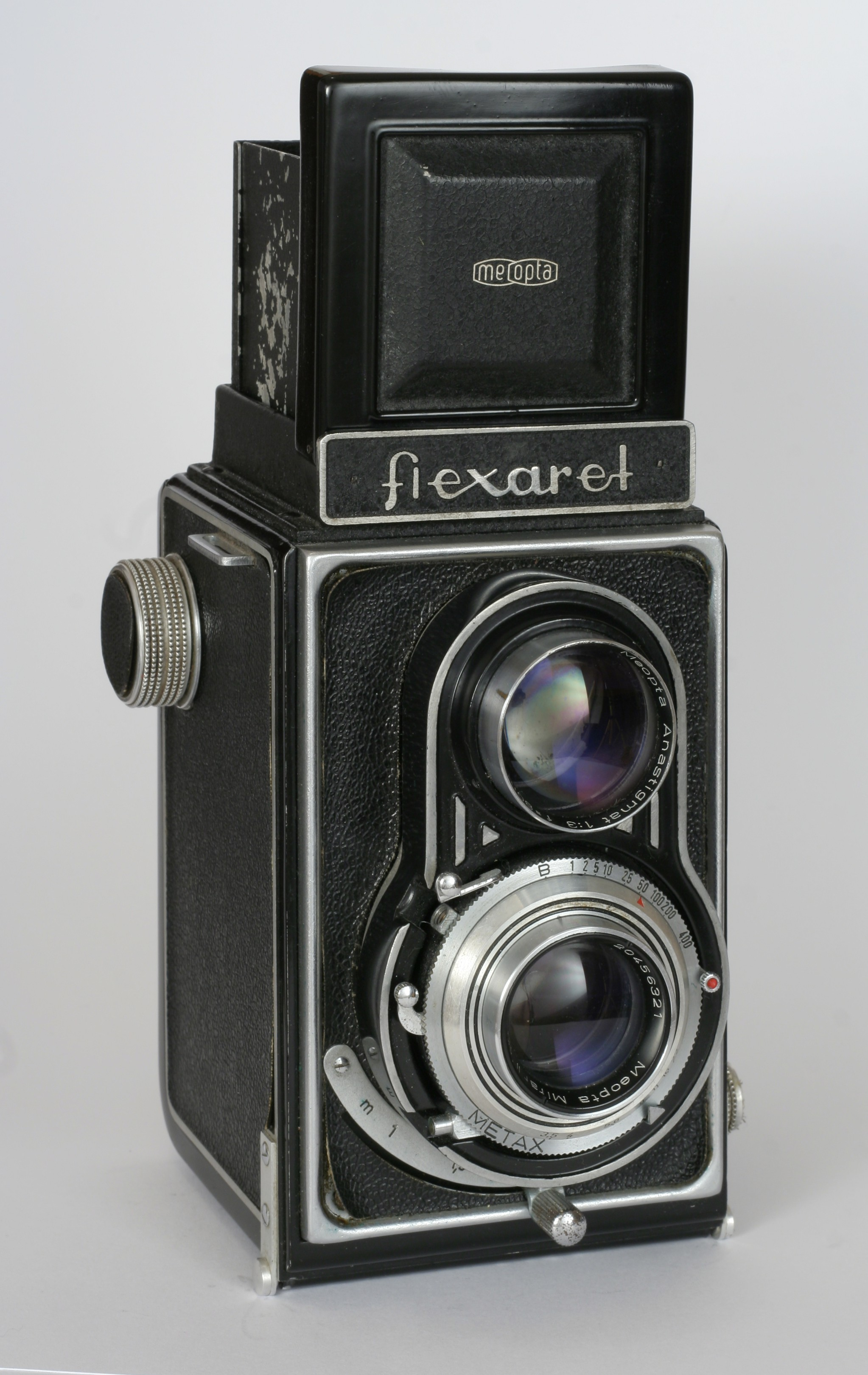
Flexaret IIa

Druhá světová válka výrobu Flexaretů utlumila, ale jejich vývoj pokračoval dál. V roce 1940 přišli konstruktéři Optikotechny s vylepšeným modelem Flexaret II. U něj bylo frontální zaostřování nahrazeno zaostřováním pomocí posuvu celých objektivů. V roli snímacího objektivu byl použit tříčočkový Mirar 4,5/80, který u novějších přístrojů je nahrazen modernějším čtyřčočkovým objektivem Belar 3,5/80. V průběhu dvaceti pěti let výroby byl přístroj vybavován závěrkami Prontor II, Prontor S, Prontor SV, Prontor SVS, Compur Rapid a Metax.

### Flexaret III

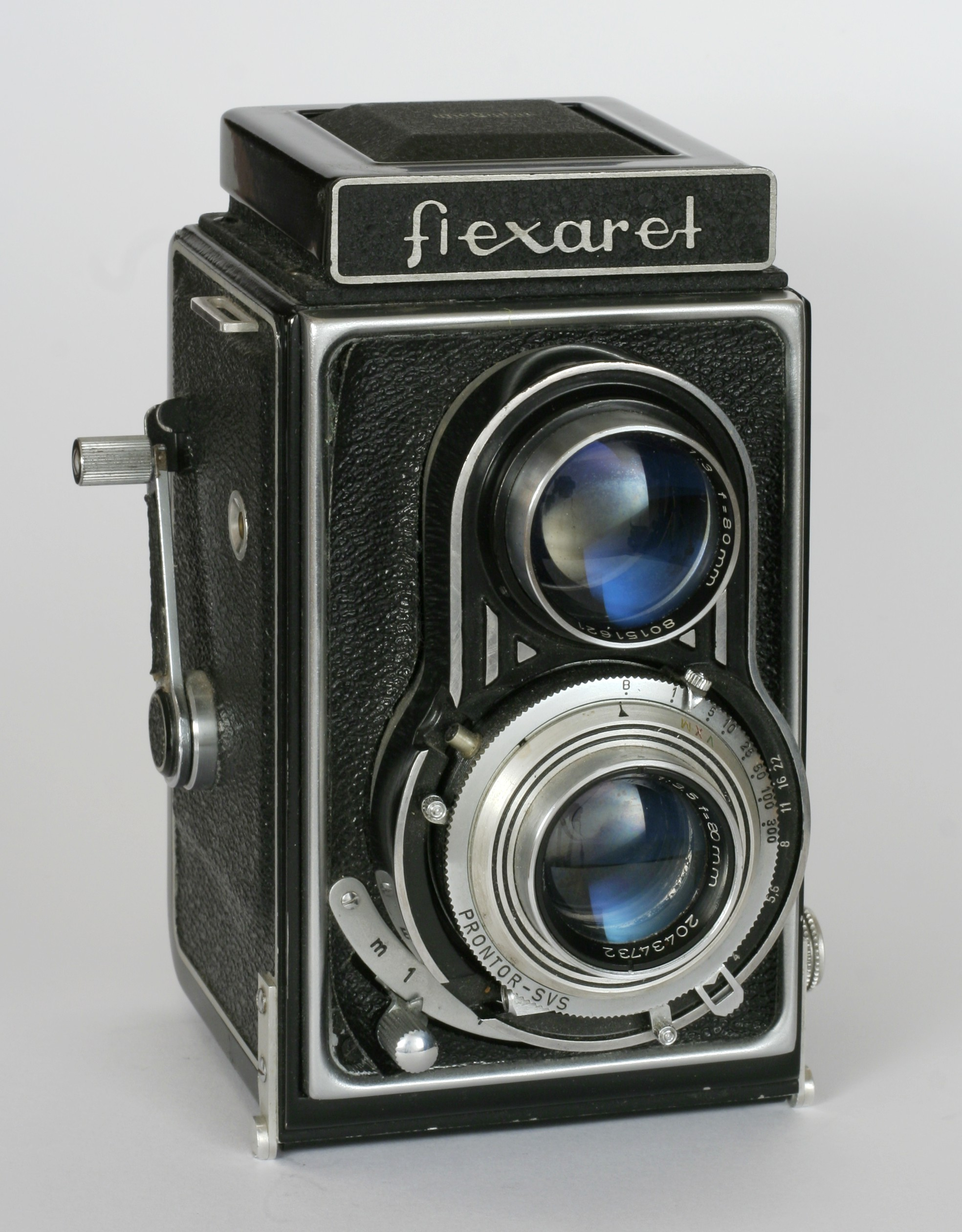
Flexaret III

Model III, jehož počátky sahají do roku 1941, byl jako jediný vybaven převíjením filmu pomocí páky. Výroba fotografických přístrojů se naplno rozběhla až po skončení druhé světové války, proto se nástup Flexaretu II a Flexaretu III často datuje až do roku 1947 nebo 1948. Původní model II byl dále vylepšován a vybavován modernějšími typy závěrek (Prontor SV, Prontor SVS a Metax). Zlepšená verze byla označena jako IIa.

### Flexaret IV

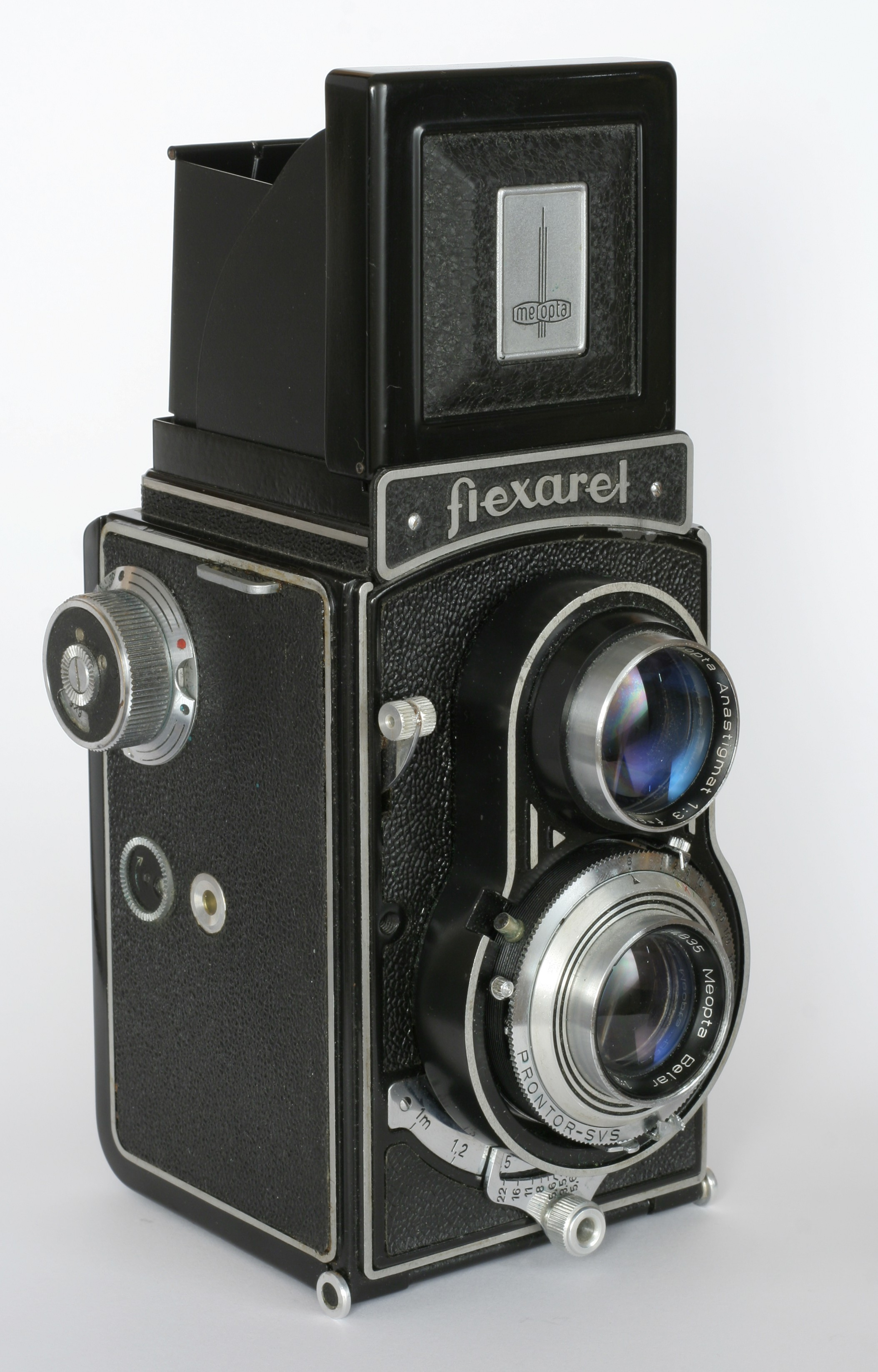
Flexaret IVa

V roce 1955 byl uveden na trh značně vylepšený model IV se zjednodušeným dvoudílným světlíkem hledáčku a objektivem Belar 3,5/80. Jeho varianta IVa přinesla možnost snímání na kinofilm. Její rozpoznání je snadné podle přidaného zařízení k poznamenání rozměru filmu na točítku převíjení. Některé verze modelu IV a IVa byly vybaveny dvojitou zaostřovací pákou a také přídavnou spouští. Tato vylepšení vznikla na základě spolupráce výrobce s fotografem Erichem Einhornem, takto vylepšené přístroje byly neoficiálně označovány IVb.

### Flexaret V

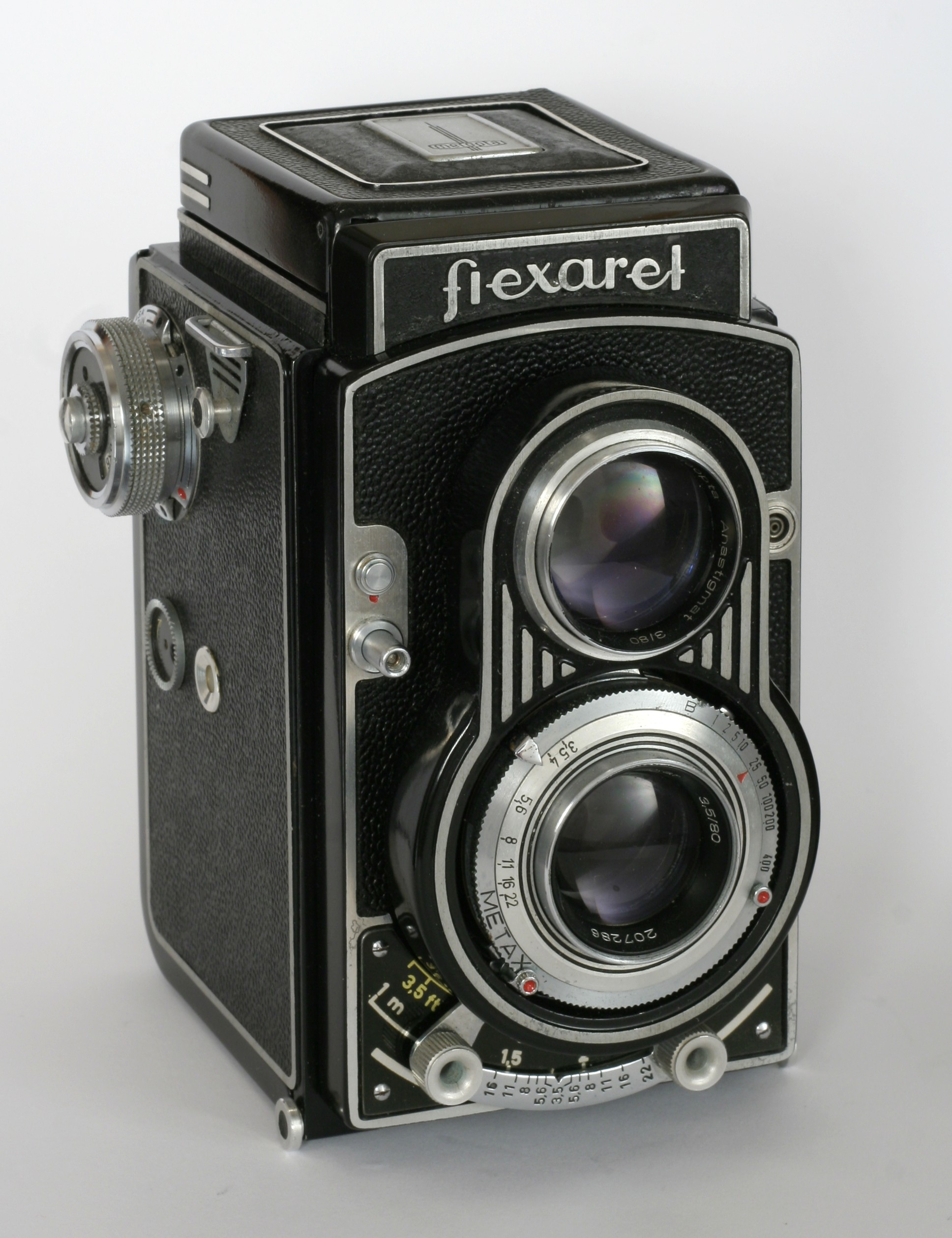
Flexaret Va

U modelu V, vyráběného od roku 1958 bylo natahování závěrky spřaženo s převíjením filmu a přístroj dostal novou tlačítkovou spoušť vedle hledáčkového objektivu. Zpětné převinutí filmu do kazety bylo obtížným úkolem. Proto výrobce model V vylepšil o přídavný knoflík pro zpětné převinutí kinofilmu do kazety a doplnil točítko převíjení přídavným tlačítkem pro uvolnění cívky při zpětném převíjení kinofilmu.V roli snímacího objektivu byl použit osvědčený Belar 3,5/80.

### Flexaret VI

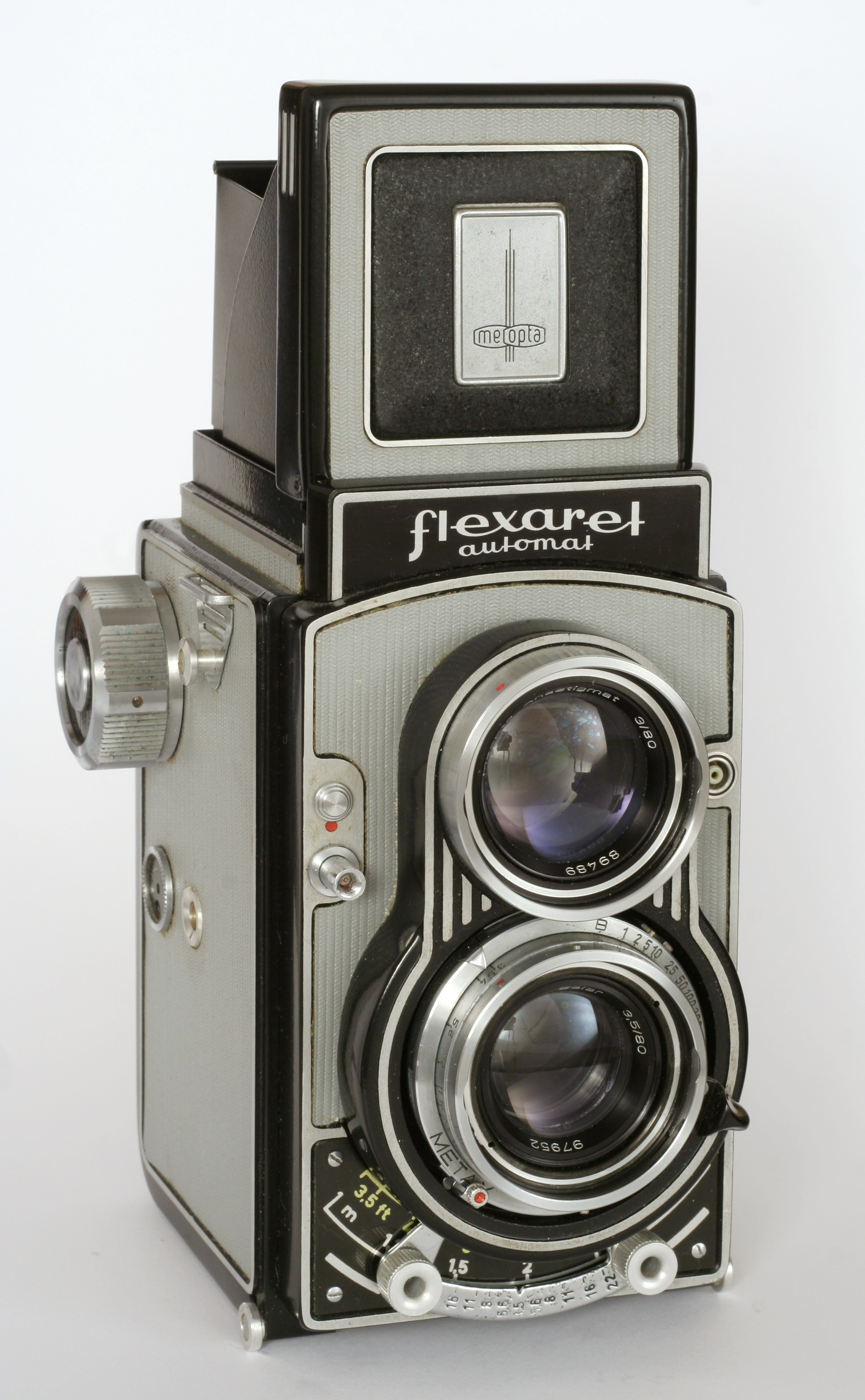
Flexaret VI

Mezi nejoblíbenější přístroje z řady patřil od roku 1961 vyráběný model VI, jehož objektivy byly opatřeny bajonety pro připevnění filtrů, předsádkových čoček a sluneční clony. Byl vybaven závěrkami Metax nebo Prontor SVS a snímacím objektivem Belar 3,5/80.

### Flexaret Standard

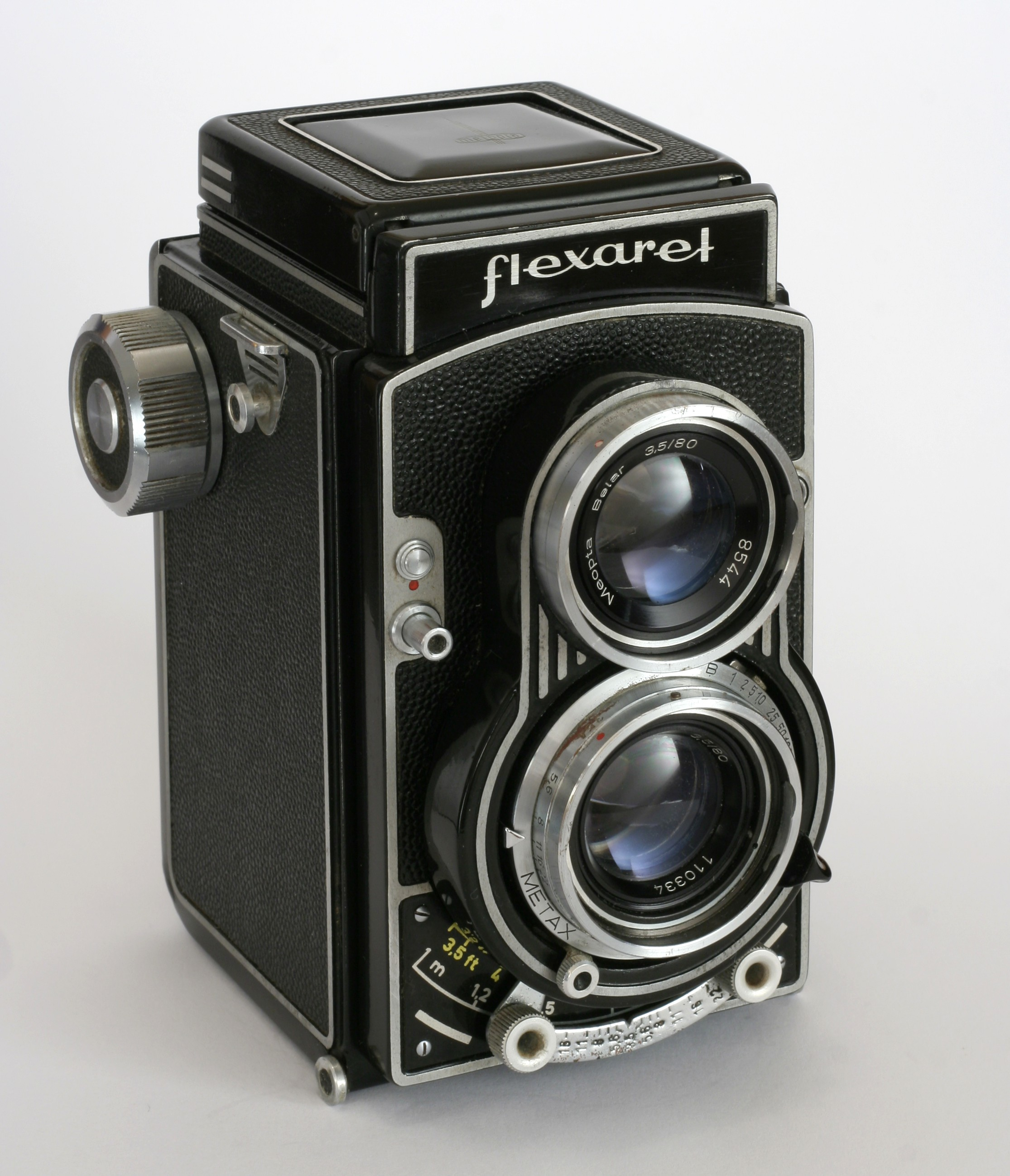
Flexaret Standard

Novější modely Flexaretů III, IV, V a VI byly oproti modelu II nejen mechanicky komplikovanější, ale také citelně dražší. Proto byl souběžně s nimi až do roku 1965 vyráběn model II, který plnil úlohu levnější alternativy. Až v roce 1965 ho ve výrobě vystřídal Flexaret Standard, který vycházel z modelu VI, ale byl tak jako model II bez mechanického počítadla a bez natahování závěrky spřaženého s převíjením filmu. Model Standard jako první v řadě Flexaretů umožňoval použití obdélníkového formátu 6x4,5. Setkáme se u něj výhradně se snímacím objektivem Belar 3,5/80 a závěrkou Metax.

### Flexaret VII

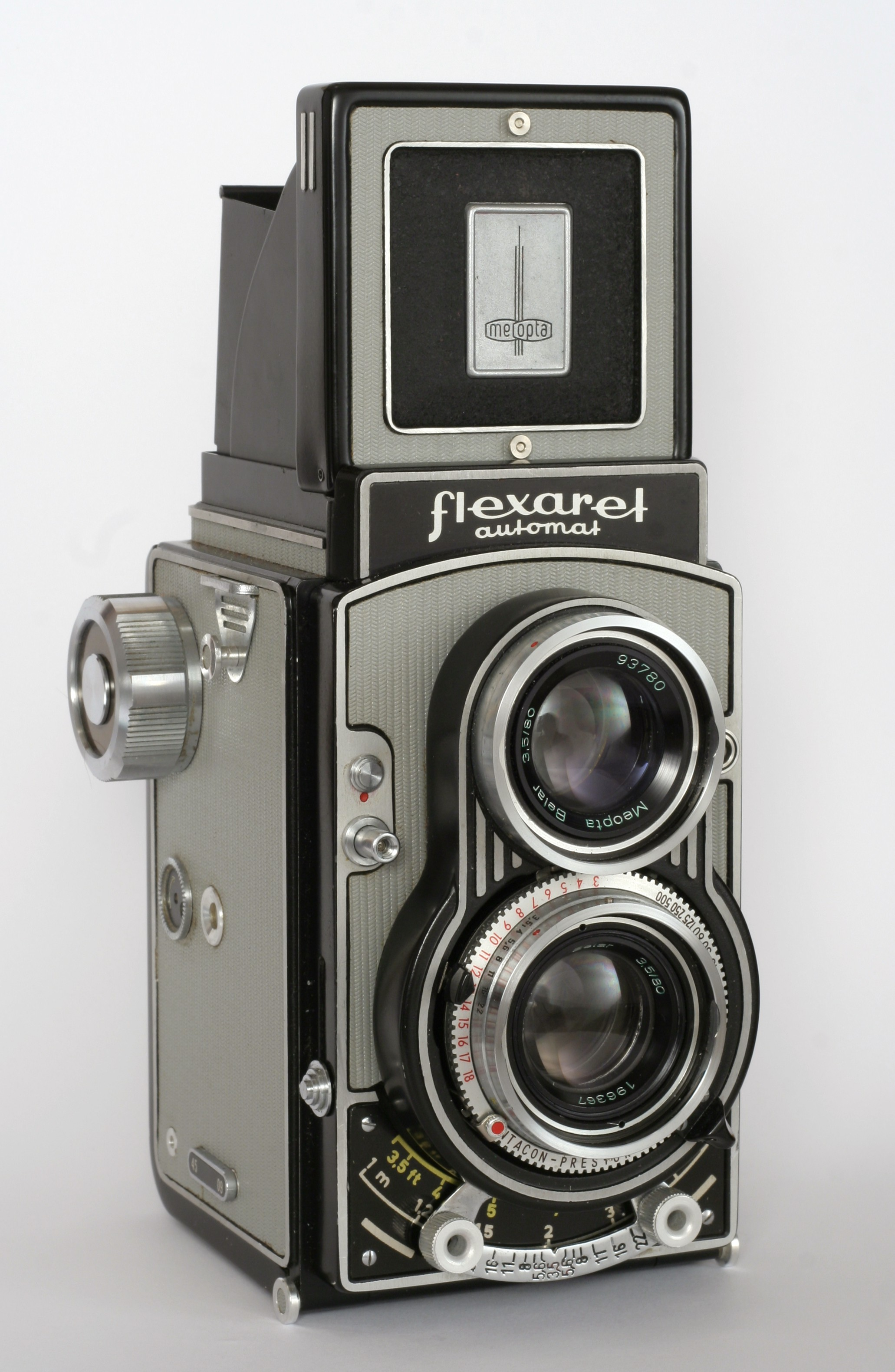
Flexaret VII

Závěrečný model VII, uvedený v roce 1963, si zachoval vynikající vlastnosti modelu VI, k nimž přidal možnost přepnutí na formát 6x4.5, jeho matnice byla vybavena Fresnelovou čočkou. Výroba závěrek Metax v Chronotechně Šternberk byla ukončena a proto se u modelu VII setkáte pouze s východoněmeckými závěrkami Prestor a u vylepšeného modelu VIIa se závěrkami Prontor.